# Ifigênia da Etiópia
Ifigênia ou Ifigénia(em latim: Iphigenia; em grego:  Ἰφιγένεια), também conhecida como Ifigênia da Etiópia ou Ifigênia da Abissínia, é uma santa católica, e uma das responsáveis pela disseminação do Cristianismo na Etiópia. É festejada no dia 21 de setembro.

## Hagiografia
Ifigênia, de acordo com o livro de Jacobo de Vorágine, '"Lenda Dourada", era filha do rei etíope Égipo. Ela foi dedicada a Deus por Mateus, o Evangelista. Quando Hírtaco sucedeu no poder ao pai da santa, o novo soberano prometeu que daria metade de seu reino ao apóstolo caso persuadisse a filha do falecido monarca a se casar com ele. Mateus, então, convidou o rei a acompanhar a missa de domingo. Aproveitando que ele ali se encontrava, explicou-lhe que não poderia permitir que a jovem virgem se casasse com ele, pois ela fora consagrada ao Senhor. Enfurecido, Hírtaco então mandou seus homens matarem Mateus aos pés do altar, o que o transformou num mártir da fé cristã.
Ainda descontente com a morte de Mateus, o rei tentou destruir a casa de Ifigênia, incendiando-a. Entretanto, o apóstolo apareceu e expulsou as chamas do lugar, voltando-as em direção ao palácio real. Completando o castigo divino, o filho de Hírtaco foi possesso pelo demônio e ele próprio contraiu lepra, vindo logo a se matar.
Então, o povo aclamou o irmão da santa como seu rei. Ele reinou por setenta anos e foi sucedido por seu filho, que, por sua vez, mandou construir pela Etiópia muitas igrejas cristãs.